# ダーティハリー4
『ダーティハリー4』（原題：Sudden Impact）は、1983年製作のアメリカ映画。『ダーティハリー』シリーズの4作目であり、シリーズ主演のクリント・イーストウッド自らが監督も務めた。
主演は他にソンドラ・ロック。ワーナー・ブラザース配給。

## 解説
大ヒットシリーズ第四弾。
イーストウッドが自ら監督を担当しシリーズ最大のヒット作。本作の決め台詞「Go ahead, Make my day」は当時ロナルド・レーガン大統領が引用して話題になった。この台詞は2005年選定のAFIアメリカ映画の名セリフベスト100でも6位に選ばれている。

## あらすじ
女性画家のジェニファー・スペンサーは女子大生だった10年前に、田舎町のサンパウロ（架空の町で、サンタクルーズがモデル）で、女友達のレイ・パーキンズに騙され、妹と共に若者の不良グループにレイプされる。それによって妹は精神崩壊し、自らも傷ついていたジェニファーは復讐を誓う。そして現在、サンフランシスコにおいて彼女は、コルト・ディテクティブスペシャルを使い、
犯人の一人であるウィルバーンの股間を撃って殺害する。その後、さらに残りの者も殺すため、サンパウロへと向かう。
一方、ハリー・キャラハンは相変わらずその強引な捜査によって疎まれていた。更には逆恨みも含めて命を狙われるようになり、それによってハリーの行く先々で事件が起こるとして、上司のドネリーから休養を取るように厳命される。
ハリーはそれを断ったものの、結局、股間を撃たれて殺された男の事件捜査のために、彼の出身地であるサンパウロへ派遣という名目で、
サンフランシスコを離れることとなる。
サンパウロ到着早々、強盗事件に出くわしたハリーは、街中でカーチェイスと銃撃戦を行い犯人を捕まえる。そのため、同地の警察署長ジャニングスにさっそく疎まれる。間もなく、ジェニファーの2人目の被害者であるクルーガーの死体が発見され手口からハリーは連続殺人と断定するが、ジャニングスはよそ者のハリーを遠ざけようとする。そんな折、ハリーは同僚で親友のホレースから強引に贈られたブルドッグを散歩させている時に、事件の犯人とは知らずジェニファーと出会い面識を得る。その後、ハリーは被害者達が署長室の古い写真に写っていることに気づき、彼らが署長の息子アルビーの友人たちであることを知る。また、レイも自分たちが狙われていることに気づき、仲間に警告を行う。
ハリーは偶然、カフェでジェニファーと再会する。刑事だと気づいていた彼女は、ハリーの愚痴に対して正義が行われず、悪人が野放しの時代になったと彼に同調し、驚かせる。彼女に興味を持ち会話を楽しむハリーだったが、そのためにハリーは彼女に、まさに彼女が起こしている事件の捜査のためにサンパウロに来たことを話してしまう。
署長室の写真を手がかりにタイロンの家を訪問するハリーであったが、既に彼はジェニファーに殺された後だった。一方、レイは弟のミック・パーキンズと実家でジェニファーを待ち構え、返り討ちにする算段を立てていた。ジェニファーがまさに彼らの家にやってきた時、ハリーもやってくる。ハリーは自分に襲い掛かってきたレイとミックを殴り返した上で、ミックを連行する。その隙を付いてジェニファーは一人になったレイを襲い、復讐を果たす。ミックを警察署に預けたハリーは、海辺でジェニファーと再会し、そのまま彼女の家でベッドを共にする。
その帰途、ハリーは彼女の車がパーキンズ家に停まっていた不審車であることに気づき、彼女が犯人であると疑う。そして、パーキンズ家に急行し、レイの死体を発見する。
その頃、ミックはクルーガーの義兄弟であるエディとカールによって釈放され、ハリーとジェニファーへの報復を企てていた。3人はハリーのモーテルで彼を待ち構えていたが、その状況を知らないホレースが来てしまい、3人はホレースを殺害する。
その後、今度はクルーガーの家に来ていたハリーを襲撃して暴行し海へ突き落とすが、その際にハリーは愛用のS&W M29を落としてしまい、海に捨てられてしまう。
一方、ジェニファーはアルビーを殺害するため署長宅に侵入したが、彼は既に廃人となっていた。そこにジャニングスが現れ、息子が罪の意識に苛まれて自殺未遂を起こしたことや、自分が息子を守ろうとしたことを懺悔し、ミックを法的に制裁することを誓う。ところが、そこにミックが現れ、ジェニファーのコルトを奪った上で、それでジャニングスを殺害し、彼女をかつての同じ場所でレイプしようとして遊園地へ連れ去る。
遊園地へ来たミックらはジェニファーを襲おうとするが彼女は激しく抵抗し、逃げ出す。逃走劇の後、ミックらは彼女を捕まえることに成功するが、そこに死んだと思われていたハリーが現れ驚く。.44オートマグを手にしたハリーは、エディとカールを苦もなく射殺し、ミックはジェニファーを人質にとって逃走を図る。しかし、最期はハリーに銃撃され、高台から転落してメリーゴーランドのユニコーンの角に突き刺さって死ぬ。
警察が到着し現場捜査が始まる中、ハリーはジェニファーに対して「殺人容疑で逮捕しなければならない」と告げ、ジェニファーから「レイプ犯を野放しにして、被害者の気持ちは守られないのか」と訴える。そこに現場検証を終えたベネットが現れ、ミックの死体から連続殺人に使われたコルトが見つかったと報告する。一瞬躊躇した後、ハリーはコルトに指紋を付けているであろうミックが連続殺人の犯人に違いないとし、事件は解決したと宣言する。そしてジェニファーを連れてその場を立ち去る。

## 登場人物
ハリー・キャラハン
主人公。サンフランシスコ市警の刑事。
変わらず時代遅れの強引な捜査で疎まれている。更に逆恨みで命を狙われ、銃撃戦などの揉め事を起こすために、殺人事件の捜査という名目でサンフランシスコから離れた田舎町サンパウロに派遣される。

ジェニファー・スペンサー
女性画家。ハリーが追う連続殺人の犯人。
10年前、女子大生の時に妹と共に3人組にレイプされる。この為、妹が廃人となってしまった上に、犯人達は何の制裁もされなかったために復讐を誓い、コルト・ディテクティブスペシャルで標的の股間を撃って殺害していく。このような過去から被害者よりも加害者の人権が守られる世の中に憤りを持っており、ハリーに理解を示す。
ミック・パーキンズ、レイ・パーキンズ、クルーガー
ジェニファーたちをレイプした犯人。襲ってくる彼女はおろか、真相に気付いたハリーやホレースまでも殺害しようとする。最後はハリーの44オートマグによって全員射殺される。
ホレース・キング
サンフランシスコ市警におけるハリーの同僚刑事であり親友。世話好きな性格で、ハリーの出張先のモーテルにペットのブルドッグを贈る。
その後、サンパウロのハリーの部屋を訪問した際に、ハリーを殺そうと待ち構えていたミックに襲撃され刺殺されたことから、ハリーの怒りは頂点に達することになる。
演じたアルバート・ポップウェルは第1作からそれぞれ異なる役で出演している。
ジャニングス
サンパウロ署の署長。
面倒事を引き起こすよそ者のハリーを苦々しく思う。ところが、実は息子アルビーがレイプ犯の仲間であり、それをネタにミックらに脅迫されていたことが明かされる。最後、ジェニファーに懺悔し、ミックに法的な制裁を加えることを約束するが、その矢先にミックにジェニファーの銃を使って殺害されてしまう。
ブリッグス
市警殺人課の警部でハリーの上司、字幕では課長となっている。前作で市警殺人課の警部（吹替えでは本部長）、マッケイを演じたブラッドフォード・ディルマンが演じている。前作からの続投で同じような役柄だが、役名は異なる。
エンドクレジットの序列は4番目だが、出演シーンは開始20分後のわずか数分に留まっている。
ドネリー警部補
市警殺人課の警部補でハリーの上司。字幕では係長となっている。ハリーの度重なるトラブルからサンパウロへの出張を命ずる。ことあるごとにハリーにやかましく小言をぶつけるが、本心では信頼している。
スレルキス
サンフランシスコ市内を拠点とするギャング組織の幹部。とある殺人に関与していたが、娘婿の結婚式に乗り込んできたハリーとのやり取りの最中に心臓発作を起こして死亡する。このことが上司のブリッグスを激怒させ、ハリーが組織に再三にわたり命を狙われることになる。
演者はマイケル・V・ガッツォであるが、エンディングのクレジットには明記されていない。
アルビー
署長の息子。レイプ事件の場に居合わせたが制止することができず、罪の意識にさいなまれて廃人同様となる。

## 出演
| 役名                     | 俳優                         | 日本語吹替 |
| 役名                     | 俳優                         | TBS版 （追加録音版）                                                                                              |
| ------------------------ | ---------------------------- | --- |
| ハリー・キャラハン       | クリント・イーストウッド     | 山田康雄 （多田野曜平）                                                                                           |
| ジェニファー・スペンサー | ソンドラ・ロック             | 藤田淑子 |
| ジャニングス署長         | パット・ヒングル             | 宮川洋一 |
| ブリッグズ               | ブラッドフォード・ディルマン | 宮田光 （青山穣）                                                                                                 |
| ミック・パーキンズ       | ポール・ドレイク             | 千田光男 |
| レイ・パーキンズ         | オードリー・J・ニーナン      | 沢田敏子 |
| クルーガー               | ジャック・チボー             | 安田隆 |
| ドネリー警部補           | マイケル・キュリー           | 上田敏也 （木村雅史）                                                                                             |
| ホレース・キング         | アルバート・ポップウェル     | 郷里大輔 |
| ベネット巡査             | マーク・キールーン           | 鈴置洋孝 |
| タイロン                 | ウェンデル・ウェルマン       | 納谷六朗 |
| スレルキス               | マイケル・V・ガッツォ        | 藤本譲 （辻親八）                                                                                                 |
| その他                   | N/A                          | 村松康雄 増岡弘 藤城裕士 巴菁子 山田礼子 横尾まり 古田信幸 木藤聡子 柴本浩行 （浦山迅） （高岡瓶々） （杉村憲司） |
| 日本語版スタッフ         |                              | |
| 演出                     | 演出                         | 伊達康将 |
| 翻訳                     | 翻訳                         | 木原たけし |
| 調整                     | 調整                         | 小野敦志 |
| 効果                     | 効果                         | 遠藤堯雄 桜井俊哉                                                                                                 |
| プロデューサー           | プロデューサー               | 上田正人 |
| 解説                     | 解説                         | 荻昌弘 |
| 製作                     | 製作                         | 東北新社 |
| 初回放送                 | 初回放送                     | 1986年10月13日 『月曜ロードショー』 21:02-23:24 本編約116分                                                       |

- TBS版：初回放送は台詞があるシーンは全てノーカットだったが現行の市販BDには再放送時の短縮版の音源を収録。2014年イマジカBS放送時は初回放送を再現した編集版が放送された。

## 評価
レビュー・アグリゲーターのRotten Tomatoesでは37件のレビューで支持率は57%、平均点は5.60/10となった。Metacriticでは13件のレビューを基に加重平均値が52/100となった。

## シリーズ作品
- ダーティハリー
- ダーティハリー2
- ダーティハリー3
- ダーティハリー5